# Johannes de Sacrobosco
Johannes de Sacrobosco   (Yorkshire, c. 1195 - París, 1256), també conegut com a Joan de Sacrobosco i  John of Hollywood, fou un monjo, escolàstic i astrònom anglès.

## Biografia
Es coneix molt poc de la seva vida i encara existeixen diferents hipòtesis sobre el seu lloc de naixement, havent qui afirma que era anglès, que era escocès o que era irlandès, sense que hi hagi cap acord sobre el tema. Probablement comencés els seus estudis a la Universitat d'Oxford. A continuació, l'any 1221, Sacrobosco va anar a estudiar a París i aviat va figurar com a professor d'astronomia i matemàtiques a la Universitat de París. Va morir en aquesta ciutat en data incerta de 1244 o de 1256 i va ser enterrat al claustre del convent de Saint Mathurin. La seva tomba es va conservar fins al segle XVIII, quan durant la Revolució Francesa es va arrasar el temple.
Sacrobosco es va dedicar a promoure els mètodes aritmètics i l'àlgebra dels àrabs en les seves classes i totes les seves obres tenien una clara intenció didàctica: van ser els llibres de text de les aleshores naixents universitats urbanes, i es van continuar utilitzant fins al segle XVII.
Li van dedicar un Cràter a la Lluna en el segle xx quan se'n va fer per primera vegada una cartografia, assignant-li el seu nom.

## Obres
Durant el segle xiii es va anar establint el currículum habitual de les universitats, organitzat en les set branques del trívium (lògica, retòrica i gramàtica) i el quadrivium (aritmètica, geometria, música i astronomia). Sacrobosco va escriure llibres de text per aquestes últimes. Les seves obres es detallen a continuació. Tot i així, en ocasions se li ha assignat l'autoria d'altres obres que cal considerar espúries com un Theorica Planetarum, d'autor desconegut, o uns comentaris al De caelo i al De corruptione et generatione d'Aristòtil, que, a part de no conservar-se cap manuscrit, son altament improbables per l'oposició que Sacrobosco mantenia contra les opinions de l'Estagirita.

### De Algorismus
De Algorisme és un llibre d'aritmètica en el qual exposa els càlculs amb enters positius. És un llibre breu (unes 5600 paraules) que conté 11 capítols, en cadascun esmenta la suma, la resta, la multiplicació, la divisió, les arrels quadrades i les cúbiques, utilitzant la numeració aràbiga.

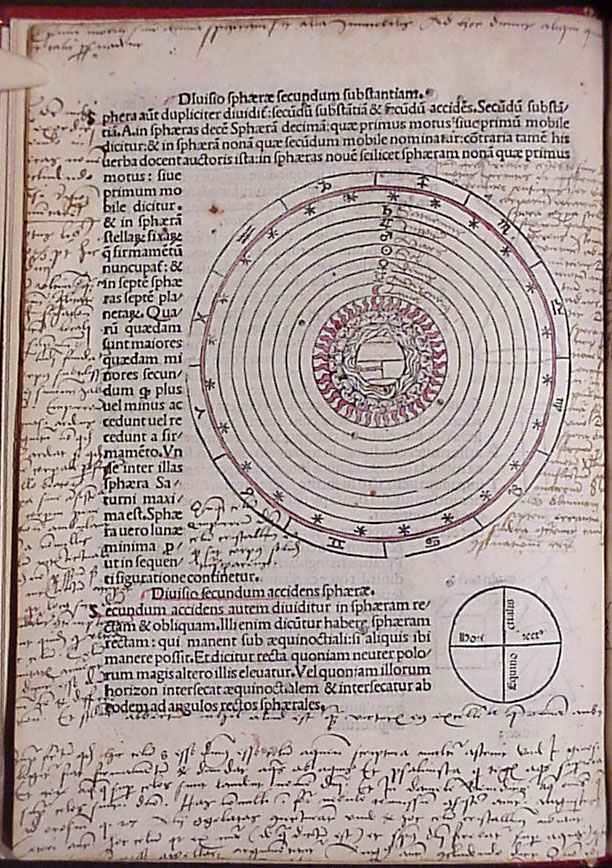
Esfera de Johannes de Sacrobosco en un còdex.

### De Sphaera
A començaments del segle XIII, Sacrobosco escrigué la seva obra més coneguda: Tractatus de Sphaera o De Sphaera Mundi, un llibre d'astronomia en quatre capítols molt emprat per tot Europa. En definitiva, és un resum de l'Almagest i dels seus comentaris, explicat de forma molt didàctica, Clavius el va fer servir al segle xvi per ampliar-lo i d'aquesta manera continuar emprant-lo fins al segle xvii. Aquest llibre era un manuscrit que circulava per les universitats d'Europa i es pot dir que va ser el primer llibre d'astronomia imprès el 1472. Després d'aquesta primera edició Barocius va apuntar fins a 84 errors en el seu llibre Cosmographia de 1585.
Aquest llibre és considerablement més llarg (unes 9000 paraules) i es divideix en quatre capítols:
- Primer: Descripció general de l'Univers enuncia quines són les propietats de l'esfera, identificant el seu centre, les seccions, els pols, i descriu totes les esferes són necessàries per descriure l'univers.
- Segon: Els cercles de l'esfera celeste es dona una informació sobre els cercles que es manifesten en l'esfera celeste i com es denominen en l'astronomia clàssica.
- Tercer: Fenòmens causats per la rotació s'esmenta l'ascendència i descendència dels signes del zodíac, sobre la diversitat de la longitud del temps en els diferents dies de l'any i de la divisió de la terra d'acord amb el clima.
- Quart: Moviments planetaris s'esmenta el moviment dels planetes i es descriu el fenomen dels eclipsis.

### Compotus
Sacrobosco va escriure entre 1232 i 1235 un tractat sobre la mesura del temps, titulat de diverses formes: De Anni Ratione, Compotus ecclesiasticus o  Compotus philosophicus. És un llibre considerablement més llarg que els anteriors (unes 19000 paraules) i en ell estudia la divisió del temps en dies, setmanes, mesos i anys i els relaciona amb el calendari eclesiàstic. Manté que el Calendari julià té un error de 10 dies que caldria corregir.

### Tractatus de Quadrante
Aquest és un breu opuscle sobre la utilització del quadrant, un antic instrument astronòmic usat per a mesurar angles i també usat a la navegació. En ell, descriu les seves dues formes: la simplex, que només té el marge calibrat en graus i les línies horàries gravades, i la compositus, que inclou un cursor mòbil que coordina els signes de l'eclíptica.